# Dragana Bartula
Dragana Bartula est une joueuse bosnienne de volley-ball née le 26 avril 1988 à Bijeljina. Elle mesure 1,84 m et joue au poste de réceptionneuse-attaquante. Elle totalise 12 sélections en équipe de Bosnie-Herzégovine.

## Clubs
| Club               | De        | À         |
| ------------------ | --------- | --------- |
| VC Bijeljina       | 2000-2001 | 2005-2006 |
| VC Klek            | 2006-2007 | 2009-2010 |
| Istres OPVB        | 2010-2011 | 2011-2012 |
| Évreux Volley-ball | 2012-2013 | 2013-2014 |
| Vannes Volley-Ball | 2014-2015 | 2014-2015 |
| Istres OPVB        | 2017-2018 | …         |